# Luisa Maria di Borbone-Francia (duchessa di Parma)
Luisa Maria di Borbone-Francia, in francese Louise Marie Thérèse d'Artois (Parigi, 21 settembre 1819 – Venezia, 1º febbraio 1864), fu una duchessa e in seguito reggente di Parma.

## Biografia

### Infanzia

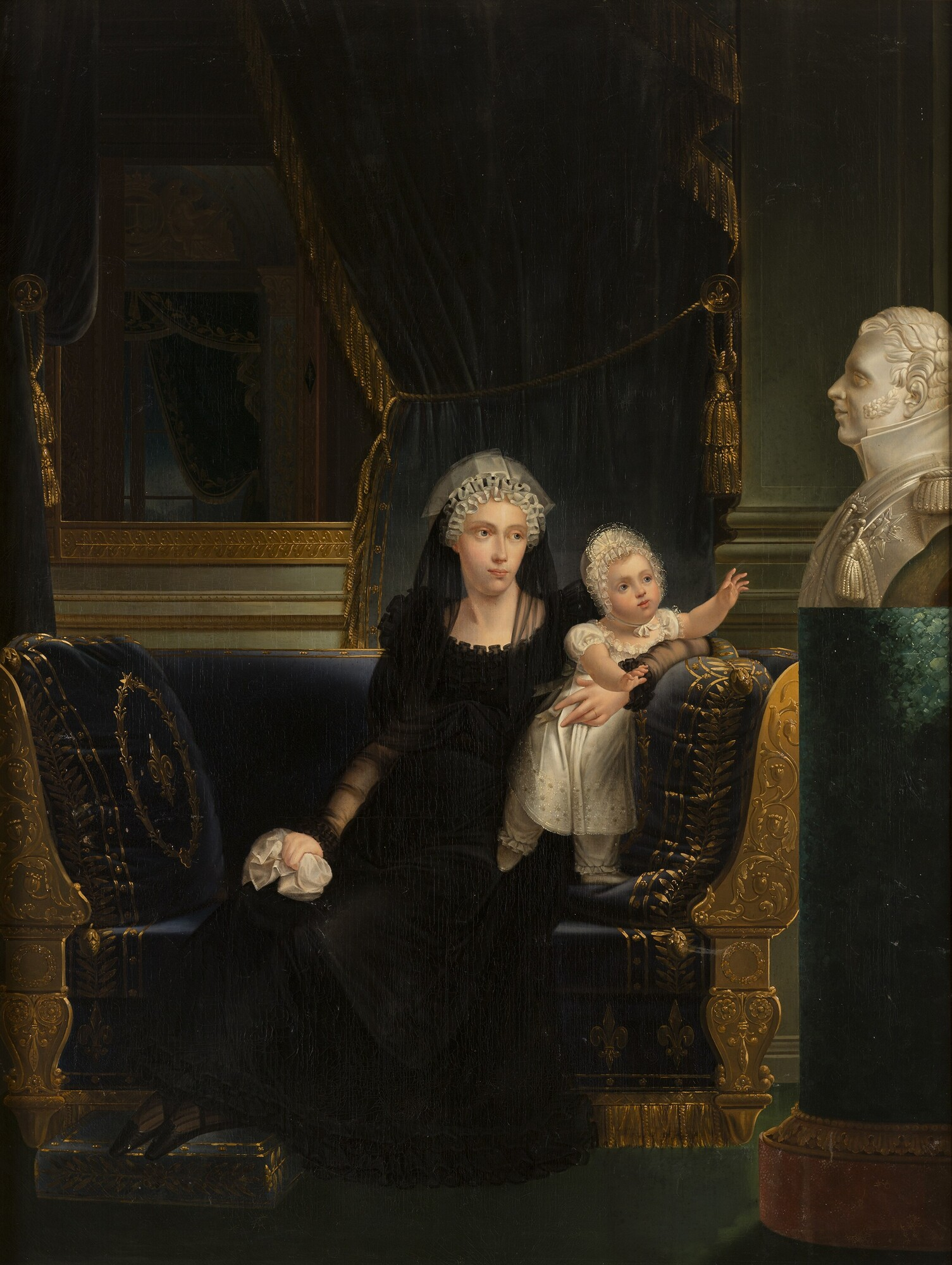
La duchessa di Berry e sua figlia Luisa

Nata al Palazzo dell'Eliseo, Luisa era la prima figlia sopravvissuta di Carlo Ferdinando d'Artois, duca di Berry, e della sua giovane sposa Maria Carolina di Napoli e di Sicilia. Al momento della sua nascita, suo zio Luigi XVIII, era il re regnante di Francia, ma era senza figli e già in cattive condizioni di salute. Il nonno di Luisa era l'erede della corona francese. Aveva solo due figli. Il maggiore, Luigi Antonio, duca di Angoulême, non aveva figli dal suo matrimonio con Madame Royal. Pertanto la continuità della dinastia riposava unicamente sul figlio più giovane, il duca di Berry, padre di Luisa.
Conosciuta fin dalla nascita come Mademoiselle d'Artois, Luisa non ebbe la possibilità di conoscere suo padre. Aveva solo cinque mesi quando il duca di Berry fu assassinato mentre lasciava l'antica opéra  da Louis Pierre Louvel, il cui obiettivo era "l'estinzione della casata dei Borbone". Luisa era allora l'unica figlia del ramo principale della dinastia reale discendenti di Luigi XV. La mancanza di eredi maschi ha sollevato la prospettiva del passaggio del trono al duca d'Orléans e ai suoi eredi, cosa che inorridì i sostenitori più conservatori. Il Parlamento discusse l'abolizione della legge salica, che escludeva le femmine dalla successione e fu a lungo ritenuto inviolabile. Tuttavia, la duchessa vedova di Berry rimase incinta e il 29 settembre 1820 diede alla luce un figlio, Enrico, che ricevette poi il titolo di duca di Bordeaux.
Luisa crebbe sotto le cure di sua madre al Palazzo dell'Eliseo e al castello di Rosny-sur-Seine, la residenza principale di sua madre. L'educazione di Luisa fu affidata a Marie-Joséphine Louise de Montaut-Navailles (1773-1857), marchesa de Gontaut Saint-Blacard, ex dama di compagnia della duchessa di Berry. La marchesa fu nominata governante della bambina e di suo fratello. Fino alla fine della sua vita, Luisa sarebbe rimasta molto vicina a suo fratello, descrivendo in seguito la loro relazione come un'anima in due corpi.
Durante il regno di Carlo X, come nipote del re, Luisa aveva il titolo di petit-fils de France. Il regno di suo nonno (1824-1830) terminò bruscamente quando le sue politiche impopolari diedero inizio alla Rivoluzione di luglio. Il 2 agosto 1830, Carlo X e suo figlio il Delfino abdicarono ai loro diritti al trono. Sebbene Carlo avesse voluto che suo nipote, il duca di Bordeaux, salisse al trono come Enrico V, i politici che componevano il governo provvisorio misero invece sul trono un lontano cugino, Luigi Filippo della Casata d'Orléans, che accettò di governare come monarca. I sostenitori della linea più anziana esiliata della dinastia borbonica divennero noti come legittimisti. Il 16 agosto 1830 la famiglia reale andò in esilio in Inghilterra.
Quando suo nonno abdicò, Luisa si unì al resto della sua famiglia in esilio, rifugiandosi nel Regno Unito. Per un periodo la duchessa di Berry e i suoi figli vissero a Bath, ma in seguito si trasferirono per essere più vicini a Carlo X, che si era stabilito in Scozia, presso il Palazzo di Holyrood. La duchessa di Berry si stabilì con i suoi due figli a Regent Terrace ma non trovò piacevoli le condizioni a Edimburgo, né accettò l'esclusione del figlio dal trono da parte del "Re dei francesi" orleanista. Dichiarò che suo figlio era il legittimo re e lei stessa reggente. Nel 1831 lasciò Edimburgo e tornò dalla sua famiglia a Napoli. Nell'aprile 1832 sbarcò nei pressi di Marsiglia. Ricevendo scarso sostegno, si diresse verso la Vandea e la Bretagna, dove riuscì a fomentare una breve ma fallita insurrezione nel giugno 1832. Tuttavia, i suoi seguaci furono sconfitti. La duchessa di Berry fu arrestata a Nantes, poi imprigionata nel castello di Blaye dove diede alla luce un bambino nato da un matrimonio morganatico segreto. Il successivo scandalo fece perdere alla duchessa tutto il suo prestigio. La dodicenne Luisa e suo fratello furono poi affidati alla zia, la duchessa di Angouleme, unica figlia sopravvissuta di Luigi XVI e Maria Antonietta.
La famiglia lasciò la Scozia nel 1832 per Praga, dove l'imperatore Francesco I d'Austria offrì loro il Castello di Praga. Nel 1836 si trasferirono nel palazzo di Grafenberg a Gorizia. Lì, l'ex re Carlo X morì di colera poco dopo. Risposata e residente nel castello di Brunnsee, a Eichfeld (200 km da Vienna), la duchessa di Berry non recuperò mai la custodia dei suoi figli, malgrado l'intervento del visconte di Chateaubriand. Luisa e suo fratello furono allevati dalla zia in un'atmosfera austera e formale secondo l'usanza del vecchio regime.

### Matrimonio
Nel 1832 re Ferdinando II delle Due Sicilie propose un possibile matrimonio tra Luisa e Antonio Pasquale, conte di Lecce. Il progetto non andò a buon fine. La duchessa di Angoulême, tutrice della principessa, rifiutò questa proposta. Oltre alla giovane età della principessa, il principe delle Due Sicilie era suo zio e solo un fratello minore in una famiglia numerosa con poche prospettive, e nonostante la sua giovinezza, il conte di Lecce aveva già una meritata fama di donnaiolo. La duchessa di Angoulême scartò anche l'idea di far sposare sua nipote con un qualsiasi arciduca austriaco. Era fermamente convinta che Luisa avrebbe dovuto sposare un Borbone. Poiché c'erano pochissimi principi tra cui scegliere, Luisa raggiunse i venticinque anni ancora nubile e in età avanzata per una principessa del suo tempo. Infine nel 1845, la duchessa di Angouleme organizzò il suo matrimonio con il principe ereditario Ferdinando Carlo di Lucca. Di pochi anni più giovane di lei, Ferdinando era l'unico figlio del regnante duca di Lucca. Passando alcune estati vicino a Froshdorf, i due si conoscevano fin da bambini.
Il 10 novembre 1845, a Schloss Frohsdorf in Austria, venne celebrato il matrimonio. Il 17 dicembre 1847 la duchessa di Parma Maria Luisa morì e le successe il suocero di Luisa Maria come Carlo II di Parma. Il Ducato di Lucca fu incorporato nel Granducato di Toscana, e lei e suo marito divennero noti come principe e principessa ereditari di Parma.
Suo suocero fu per alcuni mesi Duca di Parma. Nel marzo 1848 scoppiò a Parma la rivoluzione sostenuta dal re Carlo Alberto di Sardegna. Ferdinando Carlo fuggì da Parma, ma fu fatto prigioniero a Cremona. Rimase prigioniero a Milano per diversi mesi finché il governo britannico non negoziò la sua liberazione. Dopo un breve soggiorno nell'isola di Malta, si recò a Napoli e poi a Livorno dove fu raggiunto da Luisa che aveva appena dato alla luce il loro primo figlio. Poi la famiglia cercò rifugio in Inghilterra e in Scozia.
Nell'agosto 1848 l'esercito austriaco entrò a Parma e ristabilì ufficialmente Carlo II. Ferdinando Carlo e la sua famiglia rimasero però in Inghilterra, poiché continuavano le ostilità tra gli eserciti austriaco e piemontese. Per diversi anni Carlo II aveva preso in considerazione l'abdicazione in favore di Ferdinando Carlo, ma ritardò nella speranza che quando lo avesse fatto le cose sarebbero state più sicure per suo figlio.

### Duchessa di Parma

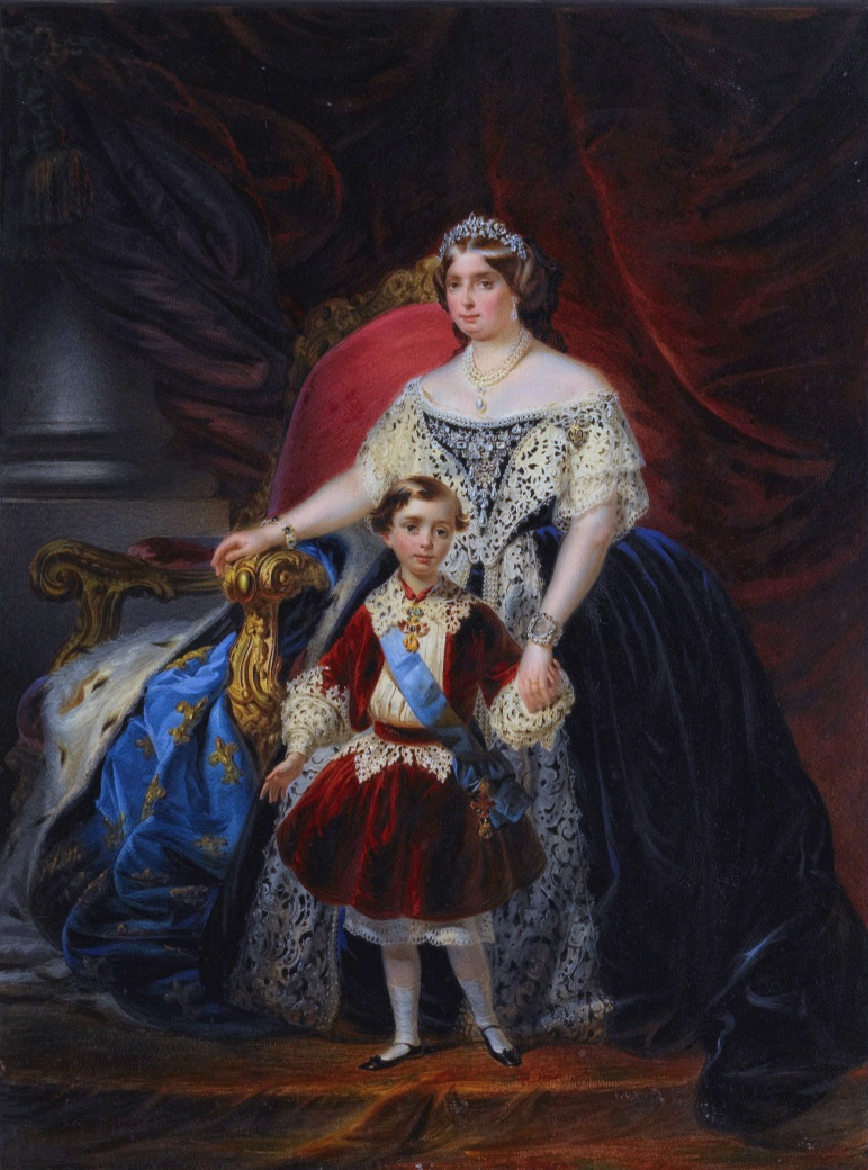
Luisa Maria come Reggente e il figlio Roberto

Il 24 marzo 1849 fu annunciata l'abdicazione di Carlo II. Ferdinando Carlo, ancora residente in Inghilterra, gli succedette con il nome di Carlo III. Il 18 maggio 1849 il marito di Luisa rientrò a Parma, ma ripartì due giorni dopo. Non ha assunto l'amministrazione del ducato fino al 25 agosto.
La sua politica particolarmente autoritaria e la sua alleanza con l'Austria, le cui truppe occuparono il paese, gli alienarono parte della popolazione e cinque anni dopo fu assassinato. Il 27 marzo 1854, la vedova del duca, annunciò la morte del marito e proclamò suo figlio Roberto I nuovo sovrano, garantendosi a sua volta la reggenza. Tutti i ministri vengono sostituiti per allentare le tensioni.
Succedendo al governo militare di Carlo III, il nuovo governo dovette cercare la neutralità e l'indipendenza nei confronti dell'Austria, ma il 22 luglio 1854, i soggetti preoccupati cercano di ribellarsi. Tutto iniziò con l'occupazione di due caffè, le truppe arrivate sul posto spararono, provocando un'insurrezione che l'esercito austriaco represse violentemente. Luisa mostra la sua ostilità all'eccessiva repressione giudiziaria e chiese la fine dei processi e il ritorno in Austria degli ufficiali più violenti. Le truppe austriache lasciano definitivamente il ducato il 5 febbraio 1857.
Nel 1859 scoppiò la Seconda guerra d'indipendenza italiana, che portò alla partenza della famiglia regnante per Mantova. I Mazziniani costituiscono un governo provvisorio contrastato dai militari. La duchessa tornò quindi a Parma. Il 9 giugno 1859, dopo la vittoria di Magenta, Luisa lasciò definitivamente Parma, non senza aver esposto la sua disapprovazione in una lettera di protesta scritta da San Gallo il 28 giugno.

### Morte
Vari progetti dopo la guerra, sia per la restaurazione di lei e di suo figlio a Parma, sia per scambi territoriali, fallirono, poiché l'intera Italia centrale fu annessa al Piemonte nel marzo 1860. Luisa trascorse il resto della sua vita in esilio.
Secondo The Month, Luisa prese un forte raffreddore mentre si trovava a Venezia nel gennaio 1864; questo raffreddore fu presto seguito dal tifo, che a sua volta provocò la morte di Luisa il 1 febbraio dello stesso anno, nel Palazzo Giustinian a Venezia. Fu sepolta nella cripta di suo nonno Carlo X presso il monastero francescano di Castagnevizza a Gorizia.

## Discendenza

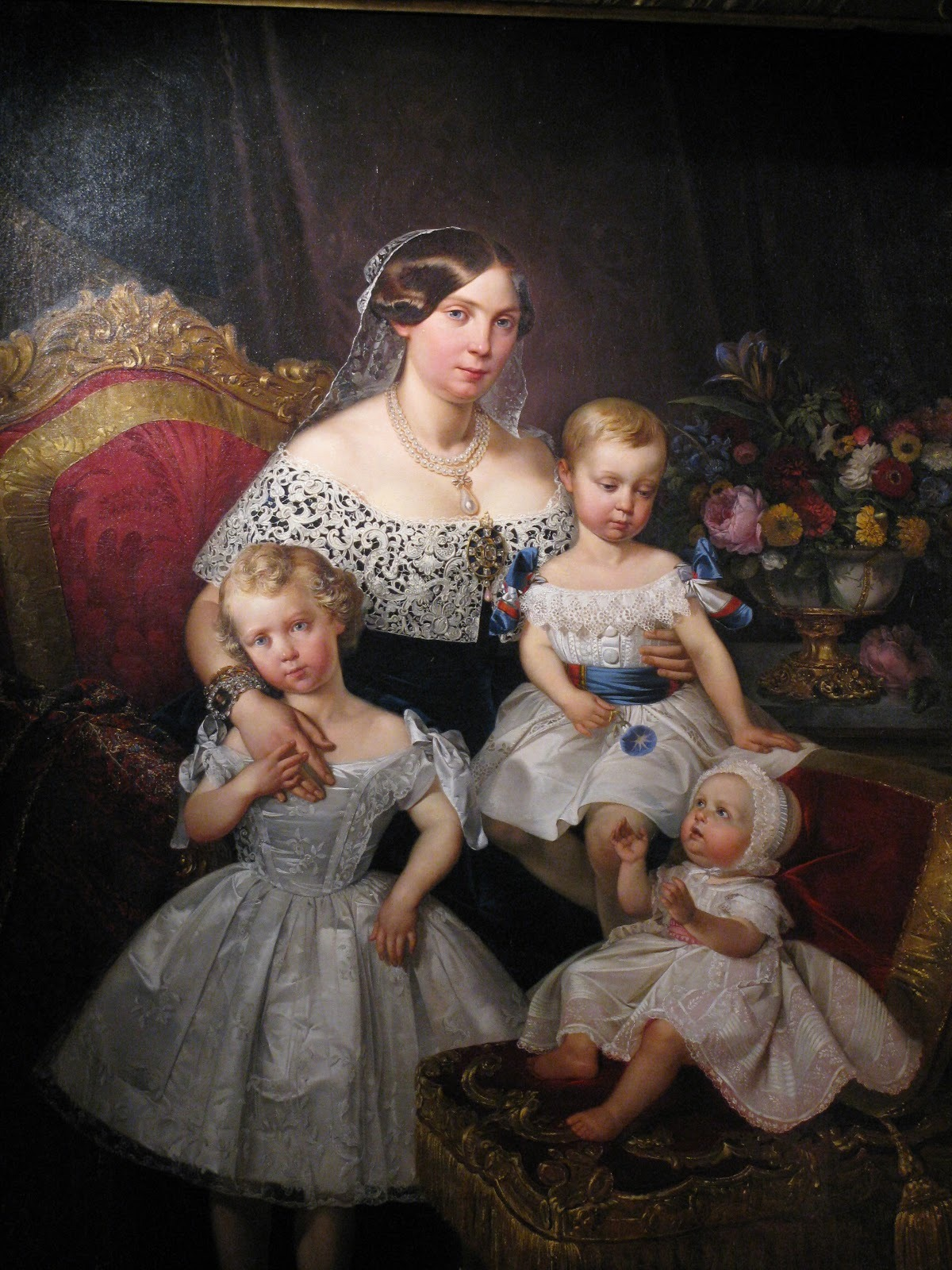
Luisa Maria con i figli Margherita, Roberto e Alice nel 1849

La principessa Luisa e il duca Carlo III di Parma ebbero quattro figli:
- Margherita (1847-1893), che sposò nel 1867 Carlo di Borbone, duca di Madrid, pretendente carlista al trono di Spagna;
- Roberto (1848-1907), duca di Parma e Piacenza dal 1854 al 1859 sotto la reggenza della madre, nel 1869 sposò in prime nozze Maria Pia di Borbone-Due Sicilie, e ne ebbe dodici figli prima che la moglie morisse di parto; rimasto vedovo nel 1882, due anni dopo si risposò con Maria Antonia di Braganza, che gli diede altri dodici figli;
- Alice (1849-1935), che sposò nel 1868 Ferdinando IV ex granduca di Toscana.
- Enrico Carlo, conte di Bardi (1851-1905): sposò nel 1873 Maria Luisa di Borbone-Due Sicilie, ma non ne ebbe figli; rimasto vedovo nel 1874, sposò nel 1876 Adelgonda di Braganza, figlia del re Michele I del Portogallo, ma non ebbe figli neanche da lei.

## Ascendenza
|                                   |                                |                                 | Genitori                              |  |  | Nonni |  |  | Bisnonni                            |  |  | Trisnonni           |  |
|                                   |                                |                                 |                                       |  |  |       |  |  | Luigi Ferdinando di Borbone-Francia |  |  | Luigi XV di Francia |  |
|                                   |                                |                                 |                                       |  |  |       |  |  | Luigi Ferdinando di Borbone-Francia |  |  | Luigi XV di Francia |  |
|                                   |                                | Maria Leszczyńska               |                                       |  |  |       |  |  | Luigi Ferdinando di Borbone-Francia |  |  |                     |  |
| Carlo X di Francia                |                                |                                 |                                       |  |  |       |  |  | Luigi Ferdinando di Borbone-Francia |  |  |                     |  |
|                                   |                                | Maria Giuseppina di Sassonia    | Augusto III di Polonia                |  |  |       |  |  |                                     |  |  |                     |  |
|                                   |                                | Maria Giuseppina di Sassonia    | Augusto III di Polonia                |  |  |       |  |  |                                     |  |  |                     |  |
|                                   |                                | Maria Giuseppina di Sassonia    | Maria Giuseppa d'Austria              |  |  |       |  |  |                                     |  |  |                     |  |
| Carlo di Borbone-Francia          |                                | Maria Giuseppina di Sassonia    |                                       |  |  |       |  |  |                                     |  |  |                     |  |
|                                   |                                | Vittorio Amedeo III di Savoia   | Carlo Emanuele III di Savoia          |  |  |       |  |  |                                     |  |  |                     |  |
|                                   |                                | Vittorio Amedeo III di Savoia   | Carlo Emanuele III di Savoia          |  |  |       |  |  |                                     |  |  |                     |  |
|                                   |                                | Vittorio Amedeo III di Savoia   | Polissena d'Assia-Rheinfels-Rotenburg |  |  |       |  |  |                                     |  |  |                     |  |
| Maria Teresa di Savoia            |                                | Vittorio Amedeo III di Savoia   |                                       |  |  |       |  |  |                                     |  |  |                     |  |
|                                   |                                | Maria Antonia di Borbone-Spagna | Filippo V di Spagna                   |  |  |       |  |  |                                     |  |  |                     |  |
|                                   |                                | Maria Antonia di Borbone-Spagna | Filippo V di Spagna                   |  |  |       |  |  |                                     |  |  |                     |  |
|                                   |                                | Maria Antonia di Borbone-Spagna | Elisabetta Farnese                    |  |  |       |  |  |                                     |  |  |                     |  |
| Luisa Maria di Borbone-Francia    |                                | Maria Antonia di Borbone-Spagna |                                       |  |  |       |  |  |                                     |  |  |                     |  |
|                                   | Ferdinando I delle Due Sicilie | Carlo III di Spagna             |                                       |  |  |       |  |  |                                     |  |  |                     |  |
|                                   | Ferdinando I delle Due Sicilie | Carlo III di Spagna             |                                       |  |  |       |  |  |                                     |  |  |                     |  |
|                                   | Ferdinando I delle Due Sicilie | Maria Amalia di Sassonia        |                                       |  |  |       |  |  |                                     |  |  |                     |  |
| Francesco I delle Due Sicilie     | Ferdinando I delle Due Sicilie |                                 |                                       |  |  |       |  |  |                                     |  |  |                     |  |
|                                   |                                | Maria Carolina d'Asburgo-Lorena | Francesco I di Lorena                 |  |  |       |  |  |                                     |  |  |                     |  |
|                                   |                                | Maria Carolina d'Asburgo-Lorena | Francesco I di Lorena                 |  |  |       |  |  |                                     |  |  |                     |  |
|                                   |                                | Maria Carolina d'Asburgo-Lorena | Maria Teresa d'Austria                |  |  |       |  |  |                                     |  |  |                     |  |
| Carolina di Borbone-Due Sicilie   |                                | Maria Carolina d'Asburgo-Lorena |                                       |  |  |       |  |  |                                     |  |  |                     |  |
|                                   |                                | Leopoldo II d'Asburgo-Lorena    | Francesco I di Lorena                 |  |  |       |  |  |                                     |  |  |                     |  |
|                                   |                                | Leopoldo II d'Asburgo-Lorena    | Francesco I di Lorena                 |  |  |       |  |  |                                     |  |  |                     |  |
|                                   |                                | Leopoldo II d'Asburgo-Lorena    | Maria Teresa d'Austria                |  |  |       |  |  |                                     |  |  |                     |  |
| Maria Clementina d'Asburgo-Lorena |                                | Leopoldo II d'Asburgo-Lorena    |                                       |  |  |       |  |  |                                     |  |  |                     |  |
|                                   |                                | Maria Luisa di Borbone-Spagna   | Carlo III di Spagna                   |  |  |       |  |  |                                     |  |  |                     |  |
|                                   |                                | Maria Luisa di Borbone-Spagna   | Carlo III di Spagna                   |  |  |       |  |  |                                     |  |  |                     |  |
|                                   |                                | Maria Luisa di Borbone-Spagna   | Maria Amalia di Sassonia              |  |  |       |  |  |                                     |  |  |                     |  |
|                                   |                                | Maria Luisa di Borbone-Spagna   |                                       |  |  |       |  |  |                                     |  |  |                     |  |